# Brăești (okręg Jassy)
Brăești – wieś w Rumunii, w okręgu Jassy, w gminie Brăești. W 2011 roku liczyła 1116 mieszkańców.